# Les Carants (Gurp)
Les Arnés és un indret del terme municipal de Tremp, a l'antic terme de Gurp de la Conca, al Pallars Jussà.
Està situat al nord-oest del poble de Gurp, a la carena que des de la Serra de Gurp baixa cap al poble, entre els barrancs de les Carants i el de Comes. És al nord-oest de les Arnés.